# Dinastia Shun

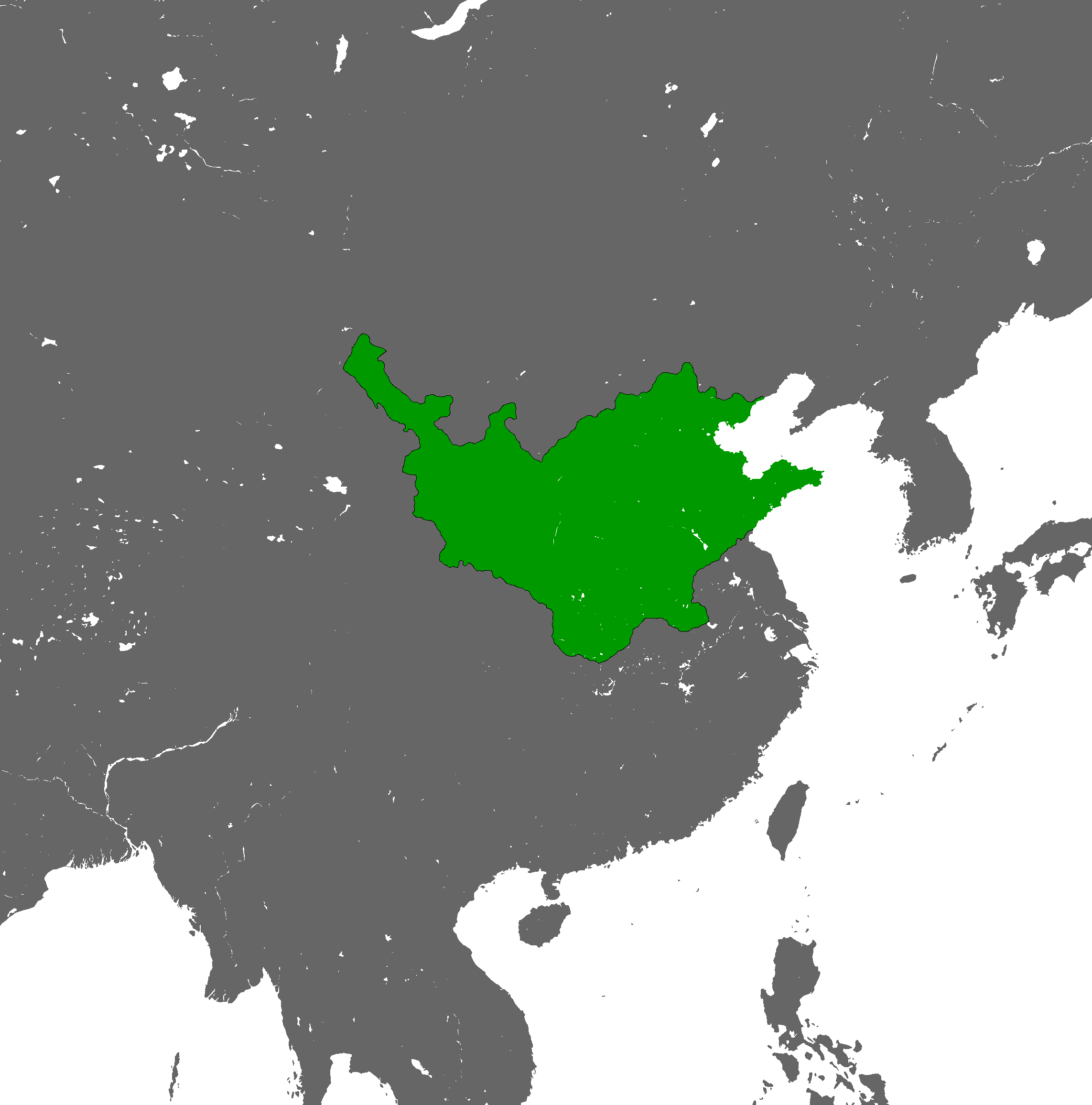
Mapa do Território de Shun

A dinastia Shun (em chinês: 顺朝 (simplificado) ou 順朝 (tradicional); romaniz.: Shùn cháo (pinyin)) ou Grande Shun (em chinês: 大顺 (simplificado) ou 大順 (tradicional); romaniz.: Dà shùn (pinyin)) foi uma dinastia de curta duração, surgida na transição entre as dinastias Ming e Qing, na história da China. A dinastia foi fundada em Xian em 8 de fevereiro de 1644, o primeiro dia do ano lunar, por Li Zicheng, o líder de uma grande rebelião camponesa.
Depois da criação da dinastia Shun, Li Zicheng ordenou seus soldados que exterminassem os membros remanescentes dos Mings que ainda existiam em Pequim. Isto resultou em fortes rebeliões pelas forças dos Ming do sul da China. Além disso, com os ministros Shun constantemente lutando pelo poder, a dinastia efetivamente durou menos de um ano.

## Generais e ministros
- Niu Jinxing (牛金星), Chanceler
- Gu Jun'en (顧君恩), ministro
- Li Yan (李岩), ministro
- Song Xiance (宋獻策), ministro
- Liu Zongmin (劉宗敏), general
- Yuan Zongti
- Tian Jianxiu
- Hao Yaoqi (郝搖旗), general
- Li Guo (李過), general
- Gao Jie (高傑), general
- Dama Gao (Gao Guiying) (高氏), esposa e general de Li Zicheng